# Mounir Fakhri Abdel Nour
Mounir Fakhri Abdel Nour, né le 21 août 1945 au Caire, est un homme d'affaires et un homme politique égyptien, d'origine copte.
Ancien député, il est le secrétaire général du parti libéral et laïque Wafd. Il est le ministre du Tourisme du 22 février 2011 au 2 août 2012. Il démissionne et refuse de collaborer avec les Frères Musulmans à la suite de l'élection de Mohamed Morsi. Le 22 novembre 2012, il participe à la formation du Front national du Salut dont il devient l'un des membres du comité directeur puis secrétaire général. Le 16 juillet 2013, il réintègre le Gouvernement Ministre du Commerce et de l'Industrie poste qu'il gardera à travers cinq gouvernements successifs jusqu'au 18 septembre 2015[citation nécessaire].  